# Hästens evolution
Hästens evolution har skett under flera miljoner år och den moderna tamhästen har ett stort antal förfäder, alla från olika delar av världen och med olika egenskaper. Hästens anfader var ett fyrtåigt däggdjur inte större än en räv. Genom evolution kom hästen att bli entåigt och tack vare evolution på olika platser, och i olika miljöer, plus avel av den moderna tamhästen, finns det idag ett stort antal hästraser och typer.

## Hästens evolution
Utifrån fossil har man kunnat spåra hästen så långt tillbaka som till eocen för 60 miljoner år sedan, och den första kända förfadern till hästen, Eohippus. Den härstammade i sin tur från så kallade condylarter, som hade fem tår på varje fot med starka hornartade naglar. De här arterna utvecklades cirka 15 miljoner år tidigare än Eohippus och är förfäder till alla världens moderna hovdjur.
Under den här tiden fanns landbryggor mellan Amerika och Europa/Asien och även mellan Europa och Afrika, vilket gjorde att Eohippus, med sitt ursprung i Nordamerika, kunde vandra över till andra kontinenter, och därför spridas över hela världen. Merparten av alla hästdjur (Equidae) är utdöda och idag finns det sex till åtta arter.
På 1870-talet undersöktes denna evolution av forskaren Othinel Marsh som studerade fossil som hittats 1867 i USA. Med hjälp av andra liknande fynd från andra delar av världen kunde han konstatera att hästarna hade utvecklats långsamt från små till stora djur, samt att benen blivit längre och tänderna starkare. Tack vare beräkningar om hur klimatet och miljön borde ha varit där de olika fossilen av hästdjur återfunnits, kunde han även dra slutsatsen att hästarna utvecklats i takt med miljöns förändringar. När de tropiska skogarna försvann och blev till stäpper, blev hästen större och fick starkare tänder, för att kunna tillgodogöra sig den föda som fanns tillgänglig.

## De förhistoriska hästarna

### Eohippus (Hyracotherium)
För 65 miljoner år sedan hade de första condylarterna utvecklats till ett fyrtåigt, rådjursliknande djur som var cirka 20–35 cm i mankhöjd. Hyracotherium ("mullvadsdjur") är den förhistoriska häst som levde under eocen. Den var ungefär så stor som en normalstor hund och levde på norra halvklotet, i Nordamerika. Flest fynd efter Eohippus har hittats i New Mexico och Wyoming i USA.
Den lilla hästen hade en trampdyna bakom tårna, liknande hundens. Denna finns kvar på den moderna hästen, oftast på insidan av deras ben. Det är en hornaktig utväxt som kallas kastanjer eller sporrar. Ögonen hos Eohippusen satt på sidan av huvudet. Forskarna kallade denna häst för "gryningshästen" och man tror att pälsen påminde om ett hjortdjurs och var ljust gråbrun med ljusare regelbundna fläckar, som var ett utmärkt kamouflage i de tropiska skogarna.
År 1867 hittades ett nästan intakt skelett av Eohippus i klippformationer i Wyoming, USA. Det var med hjälp av detta som forskarna kunde börja spåra hästens utveckling. Det bäst bevarade skelettet hittades 1931 i Big Horn Basin i Wyoming. Paleontologer från California Institute of Technology satte ihop skelettet med största skicklighet, och tillsammans med många andra fynd lyckades man göra en rekonstruktion av den lilla hästen. Riktigt väl bevarade skelett kunde även lära forskarna vad hästen åt genom att man tittade på tänderna.

### Orohippus och Epihippus
Efter Eohippus utvecklades Orohippus, som var något större än sin föregångare med en mankhöjd på cirka 35–40 cm. Hästen hade fortfarande fyra tår på fötterna men liknade den moderna hästen lite mer i huvudet och kroppen. Även tänderna utvecklades och de kunde äta grövre blad och växter även om de ännu inte var gräsätare. Orohippushästarna utvecklades tack vare att de tropiska skogarna försvann och ersattes med sumpmark.
Orohippusen försvann dock ganska snabbt och utvecklades till Epihippus. Tänderna utvecklades nu ännu mer och fick en malande verkan som passade bättre på de grövre växterna.

### Mesohippus

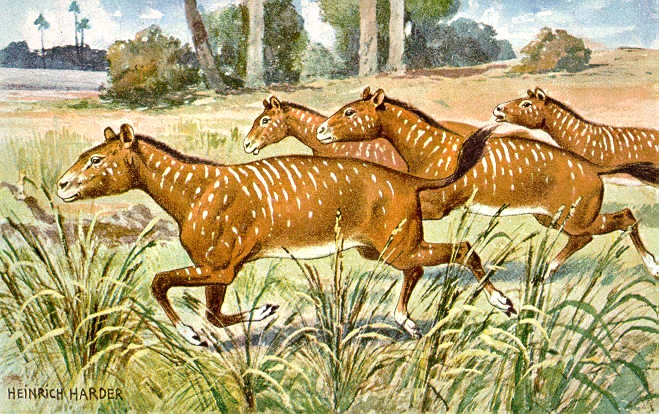
Denna teckning visar en förmodad bild av hur Mesohippus-hästarna kan ha sett ut.

Epihippus utvecklades så småningom till en större typ med enbart tre tår, men de dog så småningom ut. Detta skedde för 35-40 miljoner år sedan under en tid som kallades oligocen. Den nya typen, kallad Mesohippus var större, med cirka 45 cm i mankhöjd och hästen hade längre ben. Nu började hästarna även att vandra, då sumpmarkerna försvann och ersattes med stäpper med låg buskvegetation. Detta ledde till att framtänderna utvecklades på hästarna. Man tror att fläckarna i pälsen bleknade då stäpperna krävde ett helt annat slags kamouflage.

### Miohippus och Parahippus
Mesohippusen fortsatte att utvecklas i ytterligare 15 miljoner år, och under miocen, för cirka 30 miljoner år sedan, hade de både blivit mer avancerade och större, på grund av att hästarna fick i sig mer näringsrik föda. Denna häst kallas istället Miohippus och vid sidan av den fanns även en annan typ av häst som kallas Parahippus. Den avrundade ryggen var nu i stort sett försvunnen och ersatt med en längre och rakare rygg, liknande vår tids häst, och hästarna blev även mycket snabbare.

### Merychippus och Megahippus
För 20 miljoner år sedan hade Miohippusen utvecklats ytterligare till en mycket större typ på cirka 90 cm, men de tre tårna fanns fortfarande kvar. Mellantån hade nu blivit mycket mer markerad. Dessa djur kallas Merychippus.

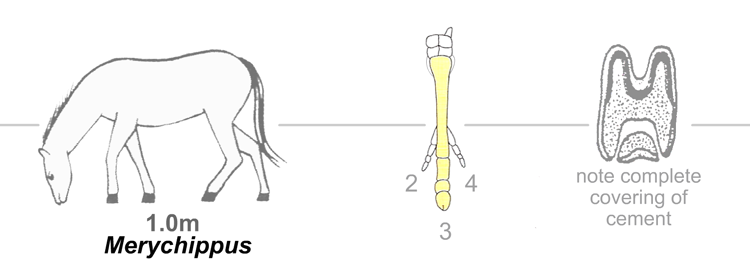
Ungefärlig höjd och utseende på Merychippushästen och hur dess tår såg ut. Även tänderna utvecklades och blev hårdare.

Nu liknade hästarna våra moderna hästar mer, och ögonen satt likadant placerade, vilket gav en syn mer anpassad för flykt. Hästarnas tänder utvecklades även ytterligare och blev hårdare, vilket gjorde att djuren kunde gå från bladätare till gräsätare. En annan gren av Merychippus var den mycket större Megahippusen som överlevde in på nästa skede och som troligtvis hade enormt inflytande på den sista urtida förfadern Pliohippus.

### Pliohippus
Under mellersta pleistocen, för cirka sex miljoner år sedan dök Pliohippus upp. Detta var prototypen för Equus, vår moderna häst. Nu var djuren mest lika våra moderna hästdjur och de flesta hade en mankhöjd på cirka 120 cm. Den "riktiga" hästen utvecklades ur Pliohippusen cirka fem miljoner senare, innan istiden. Pliohippus blev även stamfader till åsnan och zebran.
Pliohippusen hade nu bara en tå, eller hov och uppsättningen av framtänder hade utvecklats och blivit komplett, som på våra hästar, och hästen blev nästan uteslutande gräsätare.

## Equus och Asinus
Den sista förhistoriska hästen, Pliohippus skulle sedan efter cirka fem miljoner år utvecklas till hästarterna. Beroende på vart den spreds under sin utveckling, så påverkades utseendet olika och de två arterna Equus och Asinus blev de två dominerande grenarna. Under namnet Asinus ingår bland annat åsnan, både vildåsnan (equus hemionus) och tamåsnan (equus asinus) och zebran (Equus zebra). Även korsningar mellan åsna och häst, som mulåsnan eller mulan räknas in under Asinus-gruppen.
Equus-gruppen skulle utvecklas till de första leden i den moderna hästens evolution.

## De primitiva hästtyperna
Efter Pliohippus utvecklades den "riktiga" hästen till ett flertal olika typer som alla fick varierande utseende och egenskaper beroende på var de utvecklats.
Skogshästen Equus caballus silvaticus och Equus caballus germanicus
Skogshästen var en häst på cirka 155 cm i mankhöjd som levde i skogarna i norra Europa innan istiden. Den hade tjocka ben, grov och sträv päls och var ganska massiv. Den hade även breda fötter som var väl lämpade för sank mark.
Skogshästen ligger till grund för många av dagens kallblodshästar och vår moderna motsvarighet sägs vara den franska hästrasen Poitevin.
Tarpanen Equus caballus gmelini antonius
Tarpanen var den primitiva hästras som överlevde längst, bortsett från den mongoliska vildhästen som lever än idag. Tarpanen upptäcktes på 1700-talet i mellersta Europa. Den sista vilda tarpanen dog 1880, men idag finns en rekonstruerad hjord med tarpaner i Polen, återavlade på tarpanens starkaste ättlingar, Konik och Huculponnyerna.
Tundrahästen

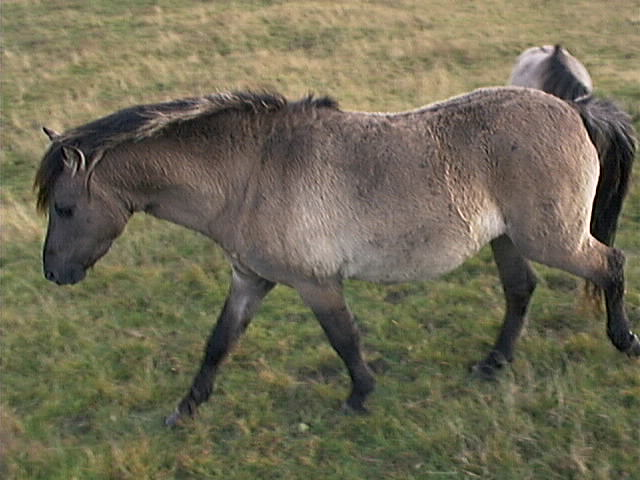
En av de tarpaner som återuppfötts genom polska hästraser, som är direkta ättlingar till den ursprungliga tarpanen

Tundrahästen har bevisligen existerat, men då inte många av dagens hästraser har någon härstamning från denna typ, så har forskarnas intresse varit svalt. Tundrahästens lämningar har hittats i bland annat Sibirien tillsammans med kvarlevor från mammutar.
En av de få hästraser från idag som härstammar från tundrahästen tros vara den mindre Yakutponnyn.
Den asiatiska och mongoliska vildhästen, Przevalskijs häst Equus caballus przewalskii przewalskii
Den mongoliska vildhästen, eller przewalski (även Przevalskijs häst) är den enda idag levande primitiva förfadern som officiellt upptäcktes 1879 på stäpperna i Mongoliet, där den kallas taki. Upptäckaren var den ryska forskaren Nikolaj Michailovitj Przevalskij och med hjälp av zoologen J.S. Poliakov artbestämde de hästarna 1881. Przevalskijs häst återfinns i många av dagens hästraser men influensen syns tydligt på den populära norska fjordhästen.
Tatariska ponnyn

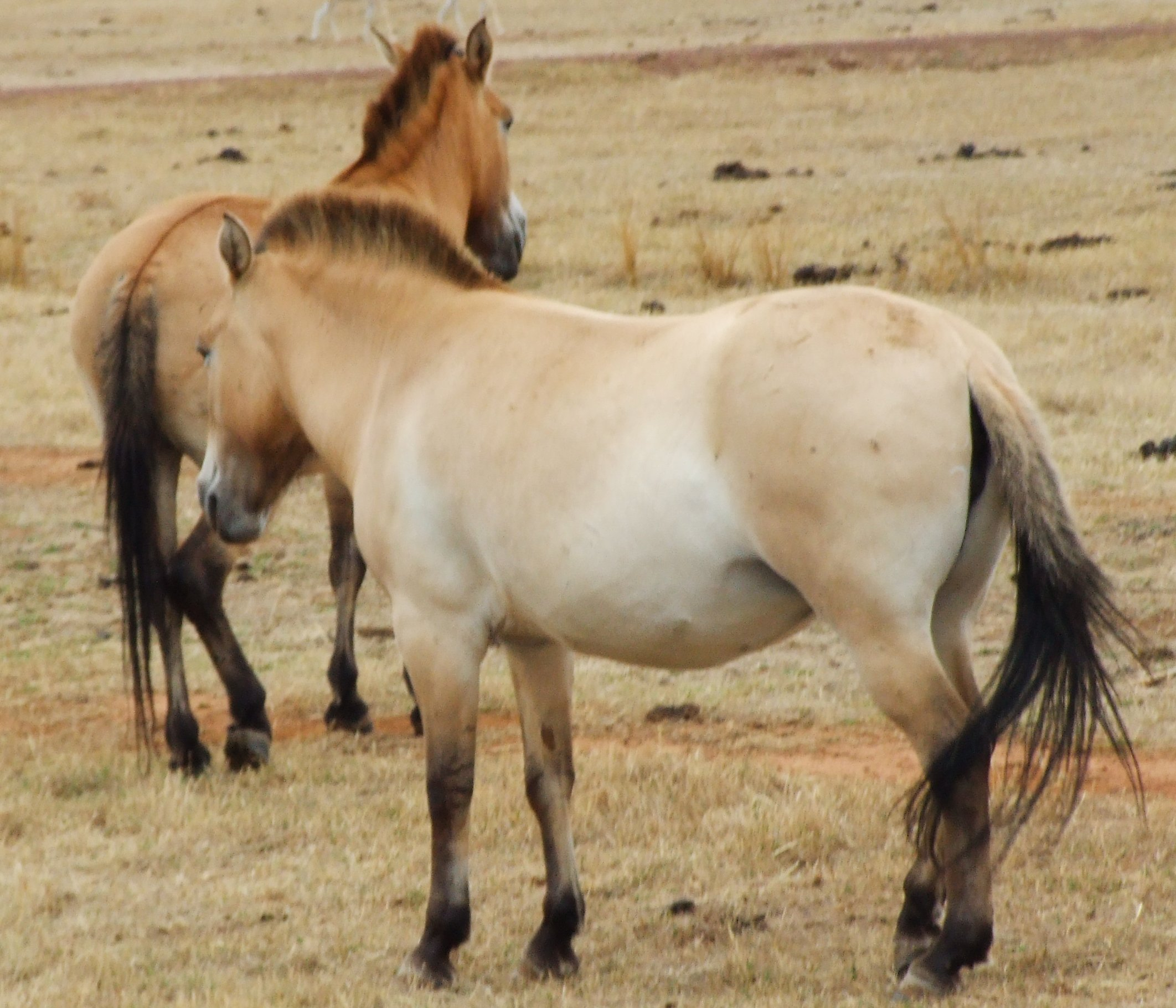
Mongoliska vildhästar, den enda av de primitiva hästarna som har överlevt.

Den tatariska, eller ariska ponnyn var troligtvis en version av przewalskihästen och fördes till Skandinavien och övriga Europa av vandringsfolk från östra Asien. Det var en liten, men otroligt stark och uthållig ponny som ligger tillgrund för många av dagens skandinaviska raser, bland annat Fjordhästen. Den utvecklades även på många håll till olika skogs-, fjäll- eller stäpphästar, som inte existerar idag.

## De fyra grundtyperna
En teori om fyra olika hästtyper med olika utseende och karaktär myntades första gången av J.G Speed i Edinburgh, Skottland. De var den länk mellan urhästarna och dagens moderna häst som tidigare hade saknats. Dessa typer har inte fått namn utan nummer och delas in i två grupper. En som räknas som ponny och en som stor häst. Typerna delades även in i deras härdighet mot olika element som torka, kyla, väta, hetta och andra naturliga element.
Ponnytyp 1
Ponnytyp 1 antas ha levat i nordvästra Europa och senare spridit sig ända bort till Sibirien och över till Alaska, som då satt ihop med Asien. Den hade en stark motståndskraft mot kyla, väta och vind, och hade en mankhöjd på 122 till 127 cm. Med hjälp av de benrester som hittats, bland annat i Tyskland och Frankrike, kunde man framställa en modell av hur ponnyn skulle ha sett ut. Troligen var denna typ av tydlig ponnykaraktär och hade en bred panna, en rak nosprofil och små öron. Den moderna motsvarigheten är den engelska exmoorponnyn, och kvarlevor som hittats i bland annat Alaska visar en käkformation som påminner mycket om Exmoorponnyns.
Man menar även att ponnytyp 1 oftast var brun eller mörkbrun i färgen och under vintrarna fick en kraftig vinterpäls.
Ponnytyp 2
Ponnytyp 2 var större än ponnytyp 1 och kunde vara upp till 145 cm i mankhöjd, och liknade den mongoliska vildhästen. Mankhöjden låg på 142–147 cm och den existerade i Eurasien och Asien. Den var väldigt härdig mot köld och frost men även mot extrem torka. Ponnyn var också kraftigare och större än ponnytyp 1.

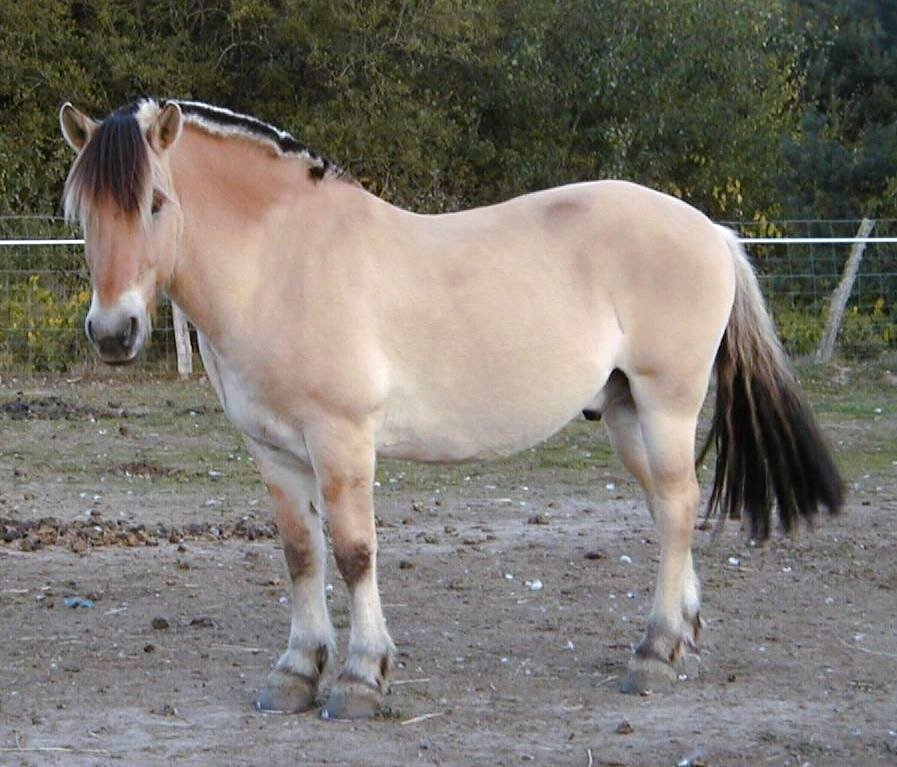
Den norska fjordhästen är en direkt ättling till det som anses vara ponnytyp 2

Ponnytyp 2 var oftast black med en tydlig ål, dvs. en mycket mörkare rand över ryggraden, och man säger att den travade bättre än den galopperade. Den moderna motsvarigheten sägs vara den norska fjordhästen och även den skotska highlandponnyn.
Hästtyp 3
Den tredje typen räknas som en stor häst och inte ponny då den var över 148 cm i mankhöjd och oftast runt 150–155 cm. Hästtyp 3 var en ren ökenhäst, som var härdig mot torka och hetta. Den levde i centrala Asien men utbredningen sträckte sig så långt som till Spanien och den ligger troligtvis till grund för den spanska hästen. Detta anses vara den hästtyp som ligger till grund för de flesta av dagens större hästraser, då främst varmblodshästarna.
Den här typen av häst var riktigt smal och smäcker med en lång och "platt" kropp, smal hals och gles man och svans och inte ett uns av överflödigt fett på kroppen. Dagens motsvarighet är Akhal-tekén som sägs vara den hästras som mest liknar sin förfader, och därför är den häst, som kan ge den mest korrekta bilden av hur de ursprungliga hästtyperna kan ha sett ut. Med hjälp av den tunna hårremmen och den tuffa uppväxten kunde dessa hästar överleva extrem hetta, torka och tufft ökenklimat.
Hästtyp 4
Den sista hästtypen, var enbart runt 110–120 cm i mankhöjd, men räknades trots det som en stor häst på grund av sina drag. Den var en liten och slank ökenhäst som var otroligt värmetålig, uthållig och med ädla drag. Huvudet var litet med en tydligt inåtbuktande nosprofil som tydligt syns hos dagens arabiska fullblod.

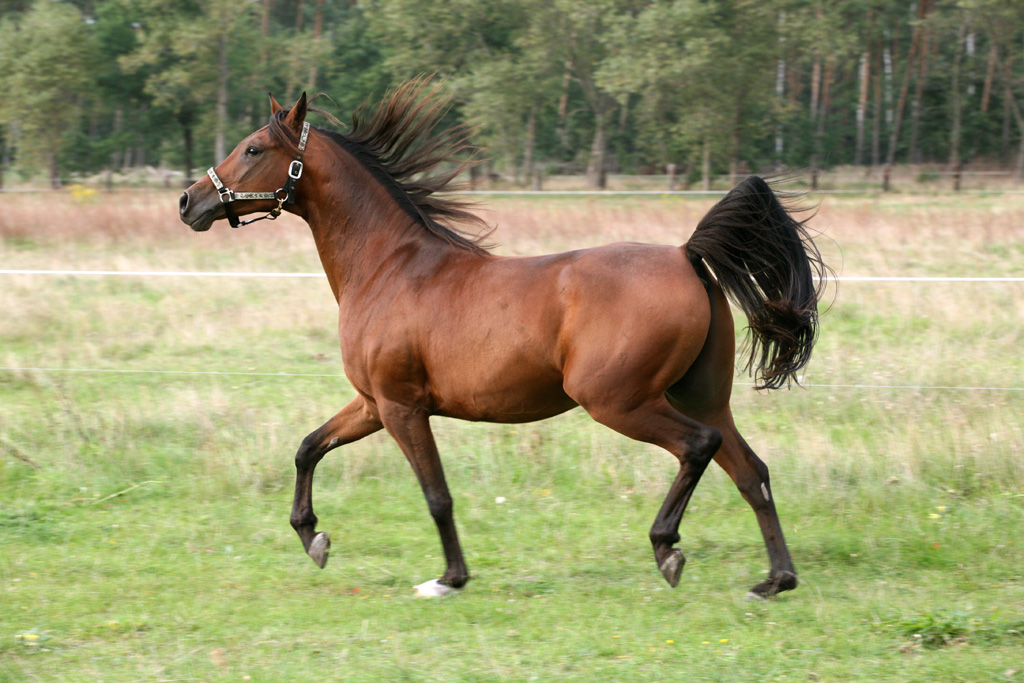
Hästtyp 4 ansågs vara en prototyp till det ädla arabiska fullblodet

Denna hästtyp anses vara prototyp till det arabiska fullblodet, även om denna hästtyp var mycket mindre. Man, svans och hårrem var silkeslena och svansen var högt ansatt. Denna hästtyp var den häst som hade minst primitiva drag. Idag räknas den moderna motsvarigheten vara den gamla hästrasen kaspisk häst och även det arabiska fullblodet.

## Utvecklingen av den moderna hästen
Idag har vi ett stort antal olika hästraser och typer, alla med olika temperament, användningsområde och utseende. Detta beror främst på att människan så småningom lyckades domesticera hästen och tämja den. Allt eftersom människan började förflytta sig och utvecklas, så fick hästarna nya jobb som arbetshästar, krigshästar och dragdjur. Till slut skulle de även bli riddjur.
Efter att hästen domesticerades för cirka 6 000 år sedan, lärde sig människan även hur man kunde avla hästarna efter typ eller användning. Begreppet hästras dök inte upp förrän under 1700-talet. De hästar som hade störst inflytande på dagens moderna hästraser, var dock det arabiska fullblodet, berberhästen och den spanska hästen. Redan under 700-talet före Kristus spreds det arabiska fullblodet och berberhästarna till Europa, bland annat genom morernas invasion i Spanien, och med nomadfolk från Asien. De tyngre kallblodshästarna utvecklades helt avskilt i Europa tack vare Skogshästen. Dock har det arabiska fullblodet varit med och förbättrat dessa tyngre hästar under alla århundraden.
När Christopher Columbus reste till Amerika under slutet av 1400-talet, skeppades ett stort antal spanska hästar över till den nya världen. Den spanska hästen är den enda stamfadern till de hästraser som utvecklades i Nord- och Sydamerika. Genom att en del hästar rymde eller släpptes fria, skapades vilda hjordar med hästar, bland annat mustangen och även den tigrerade appaloosan, som tämjdes av indianerna och som nu har blivit en av de mest kända och eftertraktade hästraserna i världen.
Under 1600-talet och 1700-talet skulle även det engelska fullblodet utvecklas med hjälp av tre arabiska fullblodshingstar. Det engelska fullblodet blev bland annat världens snabbaste hästras, och blev även en av de viktigaste influenserna i hästavel över hela världen. Det har ingått i utvecklingen av nästan alla varmblodshästar på grund av sin snabbhet och sina atletiska förmågor.
Idag har vi hundratals olika hästraser som avlas för sina förmågor eller sitt utseende. Hästen har haft en stor betydelse för människans utveckling, såväl den kulturella som den industriella utvecklingen.